# В'єтнам на літніх Олімпійських іграх 2020
В'єтнам на літніх Олімпійських іграх 2020 представляли вісімнадцять спортсменів в одинадцятьох видах спорту.

## Спортсмени
| Вид спорту            | Чоловіки | Жінки | Загалом |
| --------------------- | -------- | ----- | ------- |
| Стрільба з лука       | 1        | 1     | 2       |
| Легка атлетика        | 0        | 1     | 1       |
| Бадмінтон             | 1        | 1     | 2       |
| Бокс                  | 1        | 1     | 2       |
| Гімнастика            | 2        | 0     | 2       |
| Дзюдо                 | 0        | 1     | 1       |
| Академічне веслування | 0        | 2     | 2       |
| Стрільба              | 1        | 0     | 1       |
| Плавання              | 1        | 1     | 2       |
| Тхеквондо             | 0        | 1     | 1       |
| Важка атлетика        | 1        | 1     | 2       |
| Загалом               | 8        | 10    | 18      |